# 3,4-Diméthoxyacétophénone
La 3,4-diméthoxyacétophénone (aussi appelée acétovératrone ou 4-acétylvératrole) est un composé dérivé de l'acétophénone ou du vératrole (1,2-diméthoxybenzène). Elle est constituée d'un cycle de benzène substitué par un groupe acétyle (-COCH3) et par deux groupes méthoxyle (-OCH3).
Dans ses travaux, Erich Neitzel qui a étudié la molécule à la fin du xixe siècle, l'appelle « acétovératrone », mélange/contraction de « acétophénone » et « vératraldéhyde », par analogie avec l'acétovanillone (appelée aujourd'hui plus couramment « apocynine », « acétovanillone » dérivant d'acétophénone et vanilline, cette dernière étant très proche structurellement du vératraldéhyde) ou encore l'acétoprotocatéchone (3,4-dihydroxyacétophénone, dérivée du protocatéchualdéhyde),.

## Synthèse
Elle peut être préparée à partir du vératrole et du chlorure d'acétyle par acylation de Friedel-Crafts.

## Utilisation
La 3,4-diméthoxyacétophénone est un intermédiaire dans la synthèse de la papavérine et de ses dérivés.